# Giuseppe Balbo
Giuseppe (Giovanni) Balbo IMC (ur. 22 października 1884 w Turynie, zm. w 1930) – włoski duchowny rzymskokatolicki, misjonarz Konsolaty, prefekt apostolski Meru.

## Biografia
29 czerwca 1907 otrzymał święcenia prezbiteriatu i został kapłanem Zgromadzenia Misjonarzy Matki Bożej Pocieszenia.
W 1926 papież Pius XI mianował go prefektem apostolskim Meru. Był on pierwszym ordynariuszem erygowanej 10 marca 1926 prefektury apostolskiej Meru. Zrezygnował z urzędu w 1929 i w kolejnym roku zmarł.